# Siedlisko (powiat Gołdapski)
Siedlisko (Duits: Altenbude) is een plaats in het Poolse woiwodschap Ermland-Mazurië, in het district Gołdapski. De plaats maakt deel uit van de stad- en landgemeente Gołdap.